# Caterina Valente
Caterina Valente, (født 14 januar 1931 i Paris, Frankrig, død 9. september 2024) var en franskfødt (af italienske forældre) tysk sangerinde og skuespiller.
Hendes far var en berømt harmonika-virtuos, og hendes mor optrådte som musikalsk klovn.
Hun blev opdaget i 1953, da hun optrådte med Circus Grock i Paris og havde stor succes i 1950'erne og 60'erne på hitlisterne over hele Europa.
Blandt hendes mest kendte indspilninger er Ganz Paris träumt von der Liebe, Nessuno al mondo og The Breeze and I. Den sprogbegavede Valente indsang plader på 12 forskellige sprog. Hun havde også stor succes i USA, hvor hun medvirkede i tv-shows med Danny Kaye, Bing Crosby og Perry Como.
I årenes løb sang hun sammen med stjerner som Louis Armstrong, Chet Baker, Ella Fitzgerald, Benny Goodman, Woody Herman, Buddy Rich, Perry Como, Claus Ogerman, The Tommy Dorsey Orchestra, Sy Oliver og Edmundo Ros. 
I 1959 blev hun nomineret til en Grammy Award. 
Hun indspillede flere film, såsom Liebe, Tanz und 1000 Schlager (1955) og Du bist Wunderbar (1959).
Hun indspillede også enkelte plader, hvor hun synger på svensk: "Försök Med Mej" (Forsok med mey) og  "Chanson d'amour".